# 约翰·卡巴耶
约翰·卡巴耶（法語：Yohan Cabaye，1986年1月14日—）是法國的一名足球运动员，出生于法国北部城市图尔宽，場上司職中場，曾效力过里尔等多支法甲球队，目前已退役。

## 榮譽
里爾
- 法甲: 2010–11
- 法國盃: 2010–11

巴黎聖日耳門
- 法甲: 2013–14, 2014–15
- 法國盃: 2014–15
- 法國聯賽盃: 2013–14, 2014–15

水晶宮
- 英格蘭足總盃亞軍：2015–16[2]

聖埃蒂安
- 法國盃亞軍：2019–20[3]

法國 U19
- 歐洲U-19足球錦標賽：2005

法國
- 欧洲足球锦标赛亞軍: 2016

個人
- 英格蘭足球記者協會 North-East FWA Player of the Year：2013[4]